# Kawanphila
Kawanphila é um género de insecto da família Tettigoniidae.
Este género contém as seguintes espécies:
- Kawanphila gidya Rentz, 1993
- Kawanphila goolwa Rentz, 1993
- Kawanphila iyouta Rentz, 1993
- Kawanphila lexceni Rentz, 1993
- Kawanphila mirla Rentz, 1993
- Kawanphila nartee Rentz, 1993
- Kawanphila pachomai Rentz, 1993
- Kawanphila pillara Rentz, 1993
- Kawanphila triodiae Rentz, 1993
- Kawanphila ungarunya Rentz, 1993
- Kawanphila yarraga Rentz, 1993